# Liste der Baudenkmäler im Wuppertaler Wohnquartier Uellendahl-West (K–Z)
Die Liste der Baudenkmäler im Wuppertaler Wohnquartier Uellendahl-West (K–Z) enthält die denkmalgeschützten Bauwerke auf dem Gebiet von Wuppertal-Uellendahl-West in Nordrhein-Westfalen (Stand: November 2011). Diese Baudenkmäler sind in der Denkmalliste der Stadt Wuppertal eingetragen; Grundlage für die Aufnahme ist das Denkmalschutzgesetz Nordrhein-Westfalen (DSchG NRW).

## Auszug aus der Denkmalliste

### Eingetragene Baudenkmäler
| Bild                    | Bezeichnung             | Lage                                            | Beschreibung | Bauzeit                        | Eingetragen seit   | Denkmal- nummer |
| ----------------------- | ----------------------- | ----------------------------------------------- | --- | ------------------------------ | ------------------ | --------------- |
| weitere Bilder          | Straßenzug              | Uellendahl-West Kantstraße Karte                | Bestandteil der Siedlung Kleistplatz | 1914                           | 13. Juli 1995      | 3703            |
| weitere Bilder          | Siedlungshaus           | Uellendahl-West Kantstraße 2 Karte              | Bestandteil der Siedlung Kleistplatz | 1920–1923                      | 13. Juli 1995      | 3703            |
| weitere Bilder          | Siedlungshaus           | Uellendahl-West Kantstraße 3 Karte              | Bestandteil der Siedlung Kleistplatz | 1920–1923                      | 13. Juli 1995      | 3703            |
| weitere Bilder          | Siedlungshaus           | Uellendahl-West Kantstraße 4 Karte              | Bestandteil der Siedlung Kleistplatz | 1914                           | 13. Juli 1995      | 3703            |
| weitere Bilder          | Siedlungshaus           | Uellendahl-West Kantstraße 5 Karte              | Bestandteil der Siedlung Kleistplatz | 1920–1923                      | 13. Juli 1995      | 3703            |
| weitere Bilder          | Siedlungshaus           | Uellendahl-West Kantstraße 6 Karte              | Bestandteil der Siedlung Kleistplatz | 1914                           | 13. Juli 1995      | 3703            |
| weitere Bilder          | Siedlungshaus           | Uellendahl-West Kantstraße 7 Karte              | Bestandteil der Siedlung Kleistplatz | 1920–1923                      | 13. Juli 1995      | 3703            |
| weitere Bilder          | Siedlungshaus           | Uellendahl-West Kantstraße 8 Karte              | Bestandteil der Siedlung Kleistplatz | 1914                           | 13. Juli 1995      | 3703            |
| weitere Bilder          | Siedlungshaus           | Uellendahl-West Kantstraße 9 Karte              | Bestandteil der Siedlung Kleistplatz | 1920–1923                      | 13. Juli 1995      | 3703            |
| weitere Bilder          | Siedlungshaus           | Uellendahl-West Kantstraße 10 Karte             | Bestandteil der Siedlung Kleistplatz | 1914                           | 13. Juli 1995      | 3703            |
| weitere Bilder          | Siedlungshaus           | Uellendahl-West Kantstraße 11 Karte             | Bestandteil der Siedlung Kleistplatz | 1920–1923                      | 13. Juli 1995      | 3703            |
| weitere Bilder          | Siedlungshaus           | Uellendahl-West Kantstraße 12 Karte             | Bestandteil der Siedlung Kleistplatz | 1914                           | 13. Juli 1995      | 3703            |
| weitere Bilder          | Siedlungshaus           | Uellendahl-West Kantstraße 13 Karte             | Bestandteil der Siedlung Kleistplatz | 1920–1923                      | 13. Juli 1995      | 3703            |
| weitere Bilder          | Siedlungshaus           | Uellendahl-West Kantstraße 14 Karte             | Bestandteil der Siedlung Kleistplatz | 1914                           | 13. Juli 1995      | 3703            |
| weitere Bilder          | Siedlungshaus           | Uellendahl-West Kantstraße 16 Karte             | Bestandteil der Siedlung Kleistplatz | 1914                           | 13. Juli 1995      | 3703            |
| weitere Bilder          | Siedlungshaus           | Uellendahl-West Kantstraße 18 Karte             | Bestandteil der Siedlung Kleistplatz | 1914                           | 13. Juli 1995      | 3703            |
| weitere Bilder          | Siedlungshaus           | Uellendahl-West Kantstraße 20 Karte             | Bestandteil der Siedlung Kleistplatz | 1914                           | 13. Juli 1995      | 3703            |
| weitere Bilder          | Siedlungshaus           | Uellendahl-West Kantstraße 22 Karte             | Bestandteil der Siedlung Kleistplatz | 1914                           | 13. Juli 1995      | 3703            |
| weitere Bilder          | Siedlungshaus           | Uellendahl-West Kantstraße 24 Karte             | Bestandteil der Siedlung Kleistplatz | 1914                           | 13. Juli 1995      | 3703            |
| weitere Bilder          | Siedlungshaus           | Uellendahl-West Kantstraße 26 Karte             | Bestandteil der Siedlung Kleistplatz | 1914                           | 13. Juli 1995      | 3703            |
| weitere Bilder          | Siedlungshaus           | Uellendahl-West Kantstraße 28 Karte             | Bestandteil der Siedlung Kleistplatz | 1914                           | 13. Juli 1995      | 3703            |
| weitere Bilder          | Siedlung                | Uellendahl-West Siedlung Kleistplatz Karte      | Zur Siedlung Kleistplatz gehören Caubstraße 1–3, 8–16, Jahnweg 1–27, Kantstraße 3–13, 2–28, Kleistplatz 9–15, 10–16, Kleisttreppe 1–7, 2–8, Leipziger Straße 5–31, 8–32, Nettelbeckweg 2, Schillweg 5–19 und Erschließung: Caubstraße, Kantstraße, Leipziger Straße | 1914 und 1920–1923             | 13. Juli 1995      | 3703            |
| weitere Bilder          | Straßenzug              | Uellendahl-West Kleistplatz Karte               | Bestandteil der Siedlung Kleistplatz | 1914                           | 13. Juli 1995      | 3703            |
| weitere Bilder          | Siedlungshaus           | Uellendahl-West Kleistplatz 9 Karte             | Bestandteil der Siedlung Kleistplatz | 1914                           | 13. Juli 1995      | 3703            |
| weitere Bilder          | Siedlungshaus           | Uellendahl-West Kleistplatz 10 Karte            | Bestandteil der Siedlung Kleistplatz | 1914                           | 13. Juli 1995      | 3703            |
| weitere Bilder          | Siedlungshaus           | Uellendahl-West Kleistplatz 11 Karte            | Bestandteil der Siedlung Kleistplatz | 1914                           | 13. Juli 1995      | 3703            |
| weitere Bilder          | Siedlungshaus           | Uellendahl-West Kleistplatz 12 Karte            | Bestandteil der Siedlung Kleistplatz | 1914                           | 13. Juli 1995      | 3703            |
| weitere Bilder          | Siedlungshaus           | Uellendahl-West Kleistplatz 13 Karte            | Bestandteil der Siedlung Kleistplatz | 1914                           | 13. Juli 1995      | 3703            |
| weitere Bilder          | Siedlungshaus           | Uellendahl-West Kleistplatz 14 Karte            | Bestandteil der Siedlung Kleistplatz | 1914                           | 13. Juli 1995      | 3703            |
| weitere Bilder          | Siedlungshaus           | Uellendahl-West Kleistplatz 15 Karte            | Bestandteil der Siedlung Kleistplatz | 1914                           | 13. Juli 1995      | 3703            |
| weitere Bilder          | Siedlungshaus           | Uellendahl-West Kleistplatz 16 Karte            | Bestandteil der Siedlung Kleistplatz | 1914                           | 13. Juli 1995      | 3703            |
| weitere Bilder          | Treppe                  | Uellendahl-West Kleisttreppe Karte              | Kleisttreppe, Bestandteil der Siedlung Kleistplatz | 1914                           | 13. Juli 1995      | 3703            |
| weitere Bilder          | Siedlungshaus           | Uellendahl-West Kleisttreppe 1 Karte            | Bestandteil der Siedlung Kleistplatz | 1914                           | 13. Juli 1995      | 3703            |
| weitere Bilder          | Siedlungshaus           | Uellendahl-West Kleisttreppe 2 Karte            | Bestandteil der Siedlung Kleistplatz | 1914                           | 13. Juli 1995      | 3703            |
| weitere Bilder          | Siedlungshaus           | Uellendahl-West Kleisttreppe 3 Karte            | Bestandteil der Siedlung Kleistplatz | 1914                           | 13. Juli 1995      | 3703            |
| weitere Bilder          | Siedlungshaus           | Uellendahl-West Kleisttreppe 4 Karte            | Bestandteil der Siedlung Kleistplatz | 1914                           | 13. Juli 1995      | 3703            |
| weitere Bilder          | Siedlungshaus           | Uellendahl-West Kleisttreppe 5 Karte            | Bestandteil der Siedlung Kleistplatz | 1914                           | 13. Juli 1995      | 3703            |
| weitere Bilder          | Siedlungshaus           | Uellendahl-West Kleisttreppe 6 Karte            | Bestandteil der Siedlung Kleistplatz | 1914                           | 13. Juli 1995      | 3703            |
| weitere Bilder          | Siedlungshaus           | Uellendahl-West Kleisttreppe 7 Karte            | Bestandteil der Siedlung Kleistplatz | 1914                           | 13. Juli 1995      | 3703            |
| weitere Bilder          | Siedlungshaus           | Uellendahl-West Kleisttreppe 8 Karte            | Bestandteil der Siedlung Kleistplatz | 1914                           | 13. Juli 1995      | 3703            |
| weitere Bilder          | Turm                    | Uellendahl-West Kohlstraße Karte                | Belvedere-Turm | 1896                           | 24. Juni 1986      | 796 Wikidata    |
| weitere Bilder          | Siedlungshaus           | Uellendahl-West Kohlstraße 4 Karte              | Bestandteil der Siedlung Jahnplatz | 1911                           | 13. Juli 1995      | 3702            |
| weitere Bilder          | Schulgebäude            | Uellendahl-West Kohlstraße 10 Karte             | Schulgebäude (Schule Altbau) | 1869                           | 13. Juli 1995      | 3704            |
| weitere Bilder          | Schulgebäude            | Uellendahl-West Kohlstraße 10 Karte             | Schulgebäude (Schule Neubau) | 1901                           | 13. Juli 1995      | 3705            |
| weitere Bilder          | Gaststätte              | Uellendahl-West Kohlstraße 64 Karte             | Das Norwegische Holzhaus | 1900                           | 19. November 1992  | 2539 Wikidata   |
| weitere Bilder          | Wohnhaus                | Uellendahl-West Kohlstraße 64 a Karte           | Landhaus Sans Souci (Gebäudeäußeres) | 1890                           | 18. Januar 2013    | 3363            |
| weitere Bilder          | Wohnhaus                | Uellendahl-West Kolberger Weg 2 Karte           | | 1912/13                        | 9. August 1995     | 3720            |
| weitere Bilder          | Wohnhaus                | Uellendahl-West Kolberger Weg 6 Karte           | |                                | 9. August 1995     | 3718            |
| weitere Bilder          | Wohnhaus                | Uellendahl-West Kolberger Weg 18 Karte          | | kurz vor 1929                  | 9. August 1995     | 3717            |
| weitere Bilder          | Straßenzug              | Uellendahl-West Leipziger Straße Karte          | Bestandteil der Siedlung Kleistplatz | 1914                           | 13. Juli 1995      | 3703            |
| weitere Bilder          | Schulgebäude            | Uellendahl-West Leipziger Straße 1 Karte        | Katholische Grundschule, eine D-Nummer mit dem Rektorenwohnhaus Leipziger Straße 3 | 1926                           | 9. August 1995     | 3721            |
| weitere Bilder          | Wohnhaus                | Uellendahl-West Leipziger Straße 2 Karte        | |                                | 5. Juni 2008       | 4229            |
| weitere Bilder          | Wohnhaus                | Uellendahl-West Leipziger Straße 3 Karte        | Rektorenwohnhaus der Katholischen Grundschule, eine D-Nummer mit dem Schulgebäude Leipziger Straße 1 | 1926                           | 9. August 1995     | 3721            |
| weitere Bilder          | Wohnhaus                | Uellendahl-West Leipziger Straße 4 Karte        | eine Denkmalnummer mit Leipziger Str. 6 | 1915                           | 5. Juni 2008       | 4228            |
| weitere Bilder          | Siedlungshaus           | Uellendahl-West Leipziger Straße 5 Karte        | Bestandteil der Siedlung Kleistplatz | 1914                           | 13. Juli 1995      | 3703            |
| weitere Bilder          | Wohnhaus                | Uellendahl-West Leipziger Straße 6 Karte        | eine Denkmalnummer mit Leipziger Str. 4 | 1915                           | 5. Juni 2008       | 4228            |
| weitere Bilder          | Siedlungshaus           | Uellendahl-West Leipziger Straße 7 Karte        | Bestandteil der Siedlung Kleistplatz | 1914                           | 13. Juli 1995      | 3703            |
| weitere Bilder          | Siedlungshaus           | Uellendahl-West Leipziger Straße 8 Karte        | Bestandteil der Siedlung Kleistplatz | 1914                           | 13. Juli 1995      | 3703            |
| weitere Bilder          | Siedlungshaus           | Uellendahl-West Leipziger Straße 9 Karte        | Bestandteil der Siedlung Kleistplatz | 1914                           | 13. Juli 1995      | 3703            |
| weitere Bilder          | Siedlungshaus           | Uellendahl-West Leipziger Straße 10 Karte       | Bestandteil der Siedlung Kleistplatz | 1914                           | 13. Juli 1995      | 3703            |
| weitere Bilder          | Siedlungshaus           | Uellendahl-West Leipziger Straße 11 Karte       | Bestandteil der Siedlung Kleistplatz | 1914                           | 13. Juli 1995      | 3703            |
| weitere Bilder          | Siedlungshaus           | Uellendahl-West Leipziger Straße 12 Karte       | Bestandteil der Siedlung Kleistplatz | 1914                           | 13. Juli 1995      | 3703            |
| weitere Bilder          | Siedlungshaus           | Uellendahl-West Leipziger Straße 13 Karte       | Bestandteil der Siedlung Kleistplatz | 1914                           | 13. Juli 1995      | 3703            |
| weitere Bilder          | Siedlungshaus           | Uellendahl-West Leipziger Straße 14 Karte       | Bestandteil der Siedlung Kleistplatz | 1914                           | 13. Juli 1995      | 3703            |
| weitere Bilder          | Siedlungshaus           | Uellendahl-West Leipziger Straße 15 Karte       | Bestandteil der Siedlung Kleistplatz | 1914                           | 13. Juli 1995      | 3703            |
| weitere Bilder          | Siedlungshaus           | Uellendahl-West Leipziger Straße 16 Karte       | Bestandteil der Siedlung Kleistplatz | 1914                           | 13. Juli 1995      | 3703            |
| weitere Bilder          | Siedlungshaus           | Uellendahl-West Leipziger Straße 17 Karte       | Bestandteil der Siedlung Kleistplatz | 1914                           | 13. Juli 1995      | 3703            |
| weitere Bilder          | Siedlungshaus           | Uellendahl-West Leipziger Straße 18 Karte       | Bestandteil der Siedlung Kleistplatz | 1914                           | 13. Juli 1995      | 3703            |
| weitere Bilder          | Siedlungshaus           | Uellendahl-West Leipziger Straße 19 Karte       | Bestandteil der Siedlung Kleistplatz | 1914                           | 13. Juli 1995      | 3703            |
| weitere Bilder          | Siedlungshaus           | Uellendahl-West Leipziger Straße 20 Karte       | Bestandteil der Siedlung Kleistplatz | 1914                           | 13. Juli 1995      | 3703            |
| weitere Bilder          | Siedlungshaus           | Uellendahl-West Leipziger Straße 21 Karte       | Bestandteil der Siedlung Kleistplatz | 1914                           | 13. Juli 1995      | 3703            |
| weitere Bilder          | Siedlungshaus           | Uellendahl-West Leipziger Straße 22 Karte       | Bestandteil der Siedlung Kleistplatz | 1914                           | 13. Juli 1995      | 3703            |
| weitere Bilder          | Siedlungshaus           | Uellendahl-West Leipziger Straße 23 Karte       | Bestandteil der Siedlung Kleistplatz | 1914                           | 13. Juli 1995      | 3703            |
| weitere Bilder          | Siedlungshaus           | Uellendahl-West Leipziger Straße 24 Karte       | Bestandteil der Siedlung Kleistplatz | 1914                           | 13. Juli 1995      | 3703            |
| weitere Bilder          | Siedlungshaus           | Uellendahl-West Leipziger Straße 25 Karte       | Bestandteil der Siedlung Kleistplatz | 1914                           | 13. Juli 1995      | 3703            |
| weitere Bilder          | Siedlungshaus           | Uellendahl-West Leipziger Straße 26 Karte       | Bestandteil der Siedlung Kleistplatz | 1914                           | 13. Juli 1995      | 3703            |
| weitere Bilder          | Siedlungshaus           | Uellendahl-West Leipziger Straße 27 Karte       | Bestandteil der Siedlung Kleistplatz | 1914                           | 13. Juli 1995      | 3703            |
| weitere Bilder          | Siedlungshaus           | Uellendahl-West Leipziger Straße 28 Karte       | Bestandteil der Siedlung Kleistplatz | 1914                           | 13. Juli 1995      | 3703            |
| weitere Bilder          | Siedlungshaus           | Uellendahl-West Leipziger Straße 29 Karte       | Bestandteil der Siedlung Kleistplatz | 1914                           | 13. Juli 1995      | 3703            |
| weitere Bilder          | Siedlungshaus           | Uellendahl-West Leipziger Straße 30 Karte       | Bestandteil der Siedlung Kleistplatz | 1914                           | 13. Juli 1995      | 3703            |
| weitere Bilder          | Siedlungshaus           | Uellendahl-West Leipziger Straße 31 Karte       | Bestandteil der Siedlung Kleistplatz | 1914                           | 13. Juli 1995      | 3703            |
| weitere Bilder          | Siedlungshaus           | Uellendahl-West Leipziger Straße 32 Karte       | Bestandteil der Siedlung Kleistplatz | 1914                           | 13. Juli 1995      | 3703            |
| Siedlungshaus           | Siedlungshaus           | Uellendahl-West Nettelbeckweg 2 Karte           | Bestandteil der Siedlung Kleistplatz | 1920–1923                      | 13. Juli 1995      | 3703            |
| weitere Bilder          | Wohnhaus                | Uellendahl-West Röttgen 123 Karte               | | Anfang des 20. Jahrhunderts    | 16. Januar 1985    | 248             |
| weitere Bilder          | Siedlungshaus           | Uellendahl-West Schillweg 5 Karte               | Bestandteil der Siedlung Kleistplatz | 1914                           | 13. Juli 1995      | 3703            |
| weitere Bilder          | Siedlungshaus           | Uellendahl-West Schillweg 7 Karte               | Bestandteil der Siedlung Kleistplatz | 1914                           | 13. Juli 1995      | 3703            |
| weitere Bilder          | Siedlungshaus           | Uellendahl-West Schillweg 9 Karte               | Bestandteil der Siedlung Kleistplatz | 1914                           | 13. Juli 1995      | 3703            |
| weitere Bilder          | Siedlungshaus           | Uellendahl-West Schillweg 11 Karte              | Bestandteil der Siedlung Kleistplatz | 1914                           | 13. Juli 1995      | 3703            |
| weitere Bilder          | Siedlungshaus           | Uellendahl-West Schillweg 13 Karte              | Bestandteil der Siedlung Kleistplatz | 1914                           | 13. Juli 1995      | 3703            |
| weitere Bilder          | Siedlungshaus           | Uellendahl-West Schillweg 15 Karte              | Bestandteil der Siedlung Kleistplatz | 1914                           | 13. Juli 1995      | 3703            |
| weitere Bilder          | Siedlungshaus           | Uellendahl-West Schillweg 17 Karte              | Bestandteil der Siedlung Kleistplatz | 1914                           | 13. Juli 1995      | 3703            |
| weitere Bilder          | Siedlungshaus           | Uellendahl-West Schillweg 19 Karte              | Bestandteil der Siedlung Kleistplatz | 1914                           | 13. Juli 1995      | 3703            |
| weitere Bilder          | Wohn- und Geschäftshaus | Uellendahl-West Teschemacherstraße 2 Karte      | | 1903/04                        | 25. Mai 1993       | 2957            |
| Wohn- und Geschäftshaus | Wohn- und Geschäftshaus | Uellendahl-West Teschemacherstraße 7 Karte      | | 1902                           | 13. Mai 1993       | 2946            |
| weitere Bilder          | Wohn- und Geschäftshaus | Uellendahl-West Uellendahler Straße 61 Karte    | | zwischen 1880 und 1890         | 24. Juli 1992      | 2342            |
| weitere Bilder          | Wohnhaus                | Uellendahl-West Uellendahler Straße 63 Karte    | | zwischen 1880 und 1890         | 24. Juli 1992      | 2341            |
| weitere Bilder          | Wohnhaus                | Uellendahl-West Uellendahler Straße 71 Karte    | | zwischen 1895 und 1898         | 20. Juli 1992      | 2328            |
| weitere Bilder          | Wohn- und Geschäftshaus | Uellendahl-West Uellendahler Straße 83 Karte    | | zwischen 1890 und 1900         | 13. Dezember 1991  | 1980            |
| weitere Bilder          | Wohn- und Geschäftshaus | Uellendahl-West Uellendahler Straße 85 Karte    | | 1899                           | 27. Oktober 1993   | 3153            |
| weitere Bilder          | Wohn- und Geschäftshaus | Uellendahl-West Uellendahler Straße 87 Karte    | | 1898                           | 27. Oktober 1993   | 3154            |
| weitere Bilder          | Wohnhaus                | Uellendahl-West Uellendahler Straße 89 Karte    | | 1898                           | 27. Oktober 1993   | 3155            |
| weitere Bilder          | Wohn- und Geschäftshaus | Uellendahl-West Uellendahler Straße 91 Karte    | | 1897/98                        | 9. November 1993   | 3168            |
| weitere Bilder          | Wohn- und Geschäftshaus | Uellendahl-West Uellendahler Straße 93 Karte    | | zwischen 1895 und 1898         | 27. Oktober 1993   | 3156            |
| weitere Bilder          | Wohn- und Geschäftshaus | Uellendahl-West Uellendahler Straße 95 Karte    | | um 1900                        | 11. Dezember 1991  | 1972            |
| weitere Bilder          | Wohn- und Geschäftshaus | Uellendahl-West Uellendahler Straße 99 Karte    | | um 1907                        | 12. Juli 1990      | 1793            |
| weitere Bilder          | Wohn- und Geschäftshaus | Uellendahl-West Uellendahler Straße 107 Karte   | | 1913                           | 28. Oktober 1993   | 3157            |
| weitere Bilder          | Wohnhaus                | Uellendahl-West Uellendahler Straße 115 Karte   | | zwischen 1860 und 1870         | 11. Oktober 1993   | 3137            |
| weitere Bilder          | Siedlungshaus           | Uellendahl-West Uellendahler Straße 171 Karte   | Bestandteil der Siedlung Jahnplatz | 1911                           | 13. Juli 1995      | 3702            |
| weitere Bilder          | Siedlungshaus           | Uellendahl-West Uellendahler Straße 173 Karte   | Bestandteil der Siedlung Jahnplatz | 1911                           | 13. Juli 1995      | 3702            |
| weitere Bilder          | Siedlungshaus           | Uellendahl-West Uellendahler Straße 175 Karte   | Bestandteil der Siedlung Jahnplatz | 1911                           | 13. Juli 1995      | 3702            |
| weitere Bilder          | Siedlungshaus           | Uellendahl-West Uellendahler Straße 177 Karte   | Bestandteil der Siedlung Jahnplatz | 1911                           | 13. Juli 1995      | 3702            |
| weitere Bilder          | Siedlungshaus           | Uellendahl-West Uellendahler Straße 179 Karte   | Bestandteil der Siedlung Jahnplatz | 1911                           | 13. Juli 1995      | 3702            |
| weitere Bilder          | Siedlungshaus           | Uellendahl-West Uellendahler Straße 181 Karte   | Bestandteil der Siedlung Jahnplatz | 1911                           | 13. Juli 1995      | 3702            |
| weitere Bilder          | Kirche                  | Uellendahl-West Uellendahler Straße 199 Karte   | Lukaskirche |                                | 16. November 2004  | 4214            |
| weitere Bilder          | Wohnhaus                | Uellendahl-West Uellendahler Straße 250 a Karte | | 2. Hälfte des 18. Jahrhunderts | 27. August 1990    | 1807            |
| weitere Bilder          | Wohnhaus                | Uellendahl-West Uellendahler Straße 252 Karte   | | 2. Hälfte des 18. Jahrhunderts | 27. August 1990    | 1808            |
| weitere Bilder          | Wohn- und Geschäftshaus | Uellendahl-West Vogelsangstraße 13 Karte        | | 1900/01                        | 14. April 1993     | 2892            |
| weitere Bilder          | Wohnhaus                | Uellendahl-West Vogelsangstraße 15 Karte        | | 1900                           | 4. Mai 1994        | 3391            |
| weitere Bilder          | Wohnhaus                | Uellendahl-West Vogelsangstraße 17 Karte        | | 1899/1900                      | 28. April 1994     | 3383            |
| weitere Bilder          | Wohnhaus                | Uellendahl-West Vogelsangstraße 19 Karte        | | 1900                           | 28. April 1994     | 3384            |
| weitere Bilder          | Wohnhaus                | Uellendahl-West Vogelsangstraße 21 Karte        | | 1901/02                        | 28. April 1994     | 3385            |
| weitere Bilder          | Wohnhaus                | Uellendahl-West Vogelsangstraße 23 Karte        | | 1902/03                        | 28. April 1994     | 3386            |
| weitere Bilder          | Wohnhaus                | Uellendahl-West Vogelsangstraße 25 Karte        | | 1903                           | 4. Mai 1994        | 3392            |
| weitere Bilder          | Wohnhaus                | Uellendahl-West Vogelsangstraße 27 Karte        | | 1903/04                        | 5. April 1993      | 2873            |
| weitere Bilder          | Wohnhaus                | Uellendahl-West Vogelsangstraße 29 Karte        | | 1904/05                        | 4. Mai 1994        | 3393            |
| weitere Bilder          | Wohn- und Geschäftshaus | Uellendahl-West Vogelsangstraße 159 Karte       | Haus Dreyer; durch einen Brand 2014 erheblich beschädigt. | frühes 18. Jahrhundert         | 17. September 1990 | 1815 Wikidata   |
| weitere Bilder          | Friedhof                | Uellendahl-West Weinberg 2 Karte                | Jüdischer Friedhof am Weinberg | um 1900                        | 6. Februar 1985    | 295 Wikidata    |
| weitere Bilder          | Leichenhalle            | Uellendahl-West Weinberg 2 Karte                | Leichenhalle, Bestandteil des Denkmals Jüdischer Friedhof am Weinberg | um 1900                        | 6. Februar 1985    | 295             |
| weitere Bilder          | Wohnhaus                | Uellendahl-West Weinberg 4 Karte                | Wohnhaus, Bestandteil des Denkmals Jüdischer Friedhof am Weinberg | um 1900                        | 6. Februar 1985    | 295             |

### Baudenkmäler in Bearbeitung
Folgende Objekte werden noch geprüft oder deren Status ist in der Denkmalliste nicht klar ersichtlich.
| Bild           | Bezeichnung                             | Lage                                | Beschreibung          | Bauzeit   | Eingetragen seit | Denkmal- nummer |
| -------------- | --------------------------------------- | ----------------------------------- | --------------------- | --------- | ---------------- | --------------- |
| weitere Bilder | Kirche (Katholische Kirche St. Michael) | Uellendahl-West Leipziger Straße 41 | Status wird überprüft | 1958-1960 |                  | 0               |
| weitere Bilder | Gemeindezentrum                         | Uellendahl-West Leipziger Straße 41 | Status wird überprüft |           |                  | 0               |
| weitere Bilder | Gemeindezentrum                         | Uellendahl-West Leipziger Straße 43 | Status wird überprüft |           |                  | 0               |
| weitere Bilder | Gemeindezentrum                         | Uellendahl-West Leipziger Straße 45 | Status wird überprüft |           |                  | 0               |